# Qaa
Qaa (àrab: القاع), El Qaa, Al Qaa o Maixarih al-Qaa és una vila de la governació de la Beqaa, Líban. Té una població principalment greco-catòlica.